# Azione Silberstreifen
Con azione Silberstreifen (Striscia d'argento) s'intende un'operazione propagandistica progettata da parte della Germania nazista per favorire la diserzione tra i soldati dell'Armata Rossa durante la seconda guerra mondiale.

## Storia
L'azione si sarebbe dovuta compiere come supporto alla campagna primaverile della Wehrmacht sul fronte russo, in connessione in particolare con l'ambiziosa operazione Zitadelle dalla quale l'alto comando tedesco si attendeva un importante successo e la rivincita dopo la catastrofe di Stalingrado.
Progettata dall'Ufficio Est, prevedeva il lancio di circa 18 milioni di volantini dietro e sui fronti avversari contenenti, oltre a frasi generiche, un lasciapassare oltre le linee dell'Asse; venne anche studiata la possibilità di lanciare altri volantini preparati dal cosiddetto "comitato di Smolensk" che era stato fondato nel dicembre 1942 dal generale Andrej Vlasov. Questi volantini contenevano le opinioni del generale sulla costruzione di una nuova Russia e i suoi progetti per la formazione di un esercito russo collaborante con l'esercito tedesco.
Benché inizialmente approvata dal generale Kurt Zeitzler, il capo di Stato Maggiore dell'OKH, la sua attuazione andò subito incontro a diversi problemi: oltre a quelli logistici segnalati dalla Luftwaffe, quali ad esempio l'impiegare aerei in numero sufficiente a tale scopo, sottratti di conseguenza alle operazioni militari, Adolf Hitler stesso proibì la diffusione della versione originaria del "volantino n.13" siglata dal generale Reinhard Gehlen che esplicitava la creazione di una Armata Russa di Liberazione, preferendo un testo che pur garantendo a chi avesse accettato vitto migliore rispetto ai prigionieri di guerra e ritorno in patria alla fine delle ostilità, sollecitasse invece i disertori russi ad essere trasferiti in Germania come lavoratori (rendendo quindi, come suo desiderio, disponibili i cittadini tedeschi per l'arruolamento nella Wehrmacht).
Condizionata quindi da questi problemi e dalla decisione di rinviare (in attesa della disponibilità di nuovi carri armati quali il Tiger e il Panther) l'offensiva su Kursk, l'operazione non ebbe mai luogo nella sua ambiziosa concezione originaria, salvo per la trasmissione via altoparlanti (potenti al punto di potersi udire a chilometri di distanza) di messaggi del generale Vlasov e dei suoi ufficiali che invitavano alla diserzione e del lancio di volantini il 6-7 maggio 1943. I due tentativi non ottennero alcun successo: in tutto il fronte orientale solo alcune centinaia di uomini abbandonarono le file dell'Armata Rossa.